# واگذاری قندهار
علی‌مردان خان، فرزند گنج‌علی خان، از سرداران مشهور شاه عباس بزرگ می‌باشد. گنجعلی خان از افراد یکی از طوایف ایران، یعنی طایفه «زیک» بود. این طایفه را یوستی یکی از هفت دودمان قدیم زمان اشکانی و ساسانی دانسته‌است و اخیراً آنان را از یکی از طوایف کرد دانسته‌اند. پس از فوت عجیب گنجعلی خان، علیمردان خان که پسر بزرگ و جانشین پدر محسوب می‌شد نخست پیکر پدر را از قندهار به مشهد برد و در آستانه حرم امام رضا، پایین پا، به وصیت پدر به خاک سپردو سپس لقب بابایی و حکومت کرمان را از شاه عباس دریافت نمود و به بابای ثانی معروف گردید. علیمردان خان خواهری داشته که همسر میرزا طالب خان اردو بادی پسر حاتم بیگ بوده‌است. این شخص ده سال وزارت شاه عباس را داشته و در ۱۰۳۰ ه‍.ق معزول شده. سپس در زمان شاه صفی به سال ۱۰۴۱ ه‍.ق مجدداً به وزارت برگزیده و دو سال بعد۱۰۴۳ ه‍.ق بدستور شاه صفی به قتل رسیده‌است. ظاهراً در همین روزها، شاه صفی به برادرزن طالب خان یعنی علیمردان خان ظنین گشته و احتمال دارد که علیمردان خان خیال توطئه‌ای را در سر می‌پرورانده‌است. به روایت فارسنامه ناصری علت این نارضایتی علیمردان خان، دخالت ساروتقی اعتمادالدوله بوده‌است.
علیمردان خان با مخالفت شیرخان افغان روبرو شد و کار به جنگ رسید، شیرخان حاکم فوشنج منهزم شد و گریخت، ولی علیمردان خان هم زخمی شد و پس از بهبودی، از طرف شاه صفی او را برای شرفیابی دعوت کردند، اما علیمردان خان که متوجه کینه جوییهای شاه صفی شده بود و علاوه بر آن سالها بود که مالیات قندهار و کرمان را نفرستاده بود، از محاسبه معامله چند ساله قندهار و طمع اعتماد الدوله (سارو تقی) اندیشه کرده، از دولت صفویه روی گردانیده در سال ۱۰۴۷ ه‍.ق / ۱۶۳۸ م، قندهار را به تصرف گماشتگان پادشاه هند داد و خود به هندوستان رفت. علیمردان خان ثروت بیکرانی داشت و وقتی به دربار هند رسید، مقرری که برایش تعیین کردند قبول نکرد، تاورنیه گوید: «علیمردان خان پسر آخرین امیر قندهار بود که ازو ثروت بی پایانی به ارث برده بود، وقتی که علیمردان به دربار مغول کبیر رفت همه ظروف او طلا بود! و به قدری صندوقهای او از طلا انباشته بود که مقرری شاه هند را قبول نمی‌کرد. او قصری عالی در جهان‌آباد بنا کرده، یک روز که شاه هند با شاهزاده خانمهای دربارش به دیدن او رفت، می‌گویند همسر علیمردان خان چندین صندوق را گشود که همه پر از طلا بود و به شاهزاده خانمها گفت: اگر شوهر من راتبه و مقرری قبول نمی‌کند، برای اینست که لقمه نانی به اندازه خود و عیالش دارد. افغان‌ها در دوران حکومت علیمردان خان سر به طغیان برداشتند و یکی از علتهای شورش آنان ظاهراً طمعکاریها و پول پرستیهای علیمردان خان بود و چون از طرف دربار ایران نیز احضار شده، و از شاه صفی می‌ترسیده و موقعیتی نیز در قندهار نداشته‌است ناچار به قبول خیانت شده و به دربار هند پناه برده‌است.شاه جهان، امپراتور هند، در مقابل این عمل علیمردان خان، او را فرماندار کشمیر، کابل و لاهور نمود و سپس بعنوان امیر الامرای خود برگزید. در سال ۱۶۵۷میلادی، هشت سال پس از اینکه شاه عباس دوم و چهل هزار نفر سرباز ایرانی قندهار را از هندیان بازپس گرفتند، علیمردان خان درگذشت و در لاهور به خاک سپرده شد. علیمردان خان بناهای بسیاری در هند و پاکستان ساخت و مقبره‌اش در لاهور معروف است.
- علیمردان خان، فرزند گنجعلیخان، سردار معروف ایرانی که قندهار را بدون نبرد به هندیان تسلیم کرد
- مینیاتور هندی که نشان می‌دهد علیمردان خان به دربار شاه جهان وارد می‌شود
- مینیاتور هندی، دوره شاه جهان، تسلیم پادگان ایرانی قندهار، سال ۱۶۳۸میلادی